# 江自得
江自得 （1948年1月6日—），台中出生，台灣本土派詩人。曾任台中榮民總醫院胸腔內科主任，現已退休。曾任高雄醫學院「阿米巴詩社」社長、笠詩社社長、《文學台灣》雜誌社同仁、台中阿米巴社首任召集人、台杏文教基金會董事長。著有詩集數十種，編著有《殖民經驗與台灣文學》、《人文阿米巴》。曾獲陳秀喜詩獎、吳濁流文學獎新詩正獎、吳三連文藝獎等。
江自得的詩作探索人的生死，擅長批判臺灣的政治與社會現象；詩作帶有真摯的情感與深刻的哲思，「歷史敘事」和「抒情敘事」是其特色。國立台灣文學館之「遇見台灣詩人一百」展覽對其寫作主題與風格如此評論：「江自得的文學原生自「阿米巴」原始的、赤裸的、生命的能量的釋放，醫者的身份和醫學的專業素養，則是他作為詩人關注人間的特殊視角。」

## 出版作品

### 詩集
- 《那天，我輕輕觸著了妳的傷口》（笠詩社,1990）
- 《故鄉的太陽》（台中縣立文化中心,1992）
- 《從聽診器的那端》（書林，1996）
- 《那一支受傷的歌》（春暉，2003）
- 《三稜鏡》（與曾貴海、鄭炯明合著，春暉，2003）
- 《給NK的十行詩》（春暉，2005）
- 《遙遠的悲哀》（玉山社，2006）
- 《月亮緩緩下降》（春暉，2007）
- 《江自得詩集（台灣詩人群像）》（春暉，2007）
- 《江自得集（台灣詩人選集）》（國立台灣文學館，2009）
- 《Ilha Formasa》（春暉，2010）
- 《台灣蝴蝶阿香與帕洛克》（春暉，2011）
- 《給Masae的十四行》（春暉，2012）
- 《鬧鍾響了：江自得小詩集》（春暉，2013）
- 《時間之書》（春暉，2014）
- 《手記2014-2015》（春暉，2015）
- 《Canzonetta》（春暉，2016）
- 《二二八：江自得詩集》（春暉，2016）
- 《美麗島：江自得地景詩集》（春暉，2016）
- 《女人》（春暉，2017）
- 《紅血球》（春暉，2017）
- 《生活》（春暉，2017）
- 《論》（春暉，2017）
- 《給Masae與兒子的十四行》（春暉，2017）
- 《變奏》（春暉，2018）
- 《大霹靂之後》（春暉，2020）
- 《四季的聲音》（與黃雅惠合著，春暉，2020）
- 《Liederzyklus》（春暉，2021）
- 《阿米巴：江自得詩集》（春暉，2022）

### 散文集
- 《漂泊：在醫學與人文之間》（春暉，2003）

### 醫學專著
- 《實用胸腔X光診斷學》（合記圖書，2003）

## 資料來源
1. ↑  江自得、鄭炯明、曾貴海、利玉芳、莫渝、林鷺/編選，《2013年台灣現代詩選》，春暉出版社，2014年4月初版。
2. 1 2  . 國立台灣文學館社.   [2024-08-11]. （原始内容存档于2024-08-11）.
3. ↑  國立台灣文學館編著，《遇見台灣詩人一百：一百位詩人簡介》，2011年「遇見台灣詩人一百」展覽的小冊子，頁32。